# Prvenstvo Dalmacije u nogometu 1913.
Treće prvenstvo pokrajine Dalmacije u nogometu bilo je treće nogometno prvenstvo dalmatinskih Talijana.
Održano je u Zadru 23. ožujka 1913. 

## Sudionici
- Societa ginnastica e scherma – Split (crveno-zeleni dres)
- Societa ginnastica – Zadar (bijelo-plavi dres)

## Momčadi
Societa ginnastica e scherma
- A. Dinunzio, C. Polli, R. Buljanović, A. Guina, P. Grigillo, A. Bonavia, A. Peruzović, M. Piscitelli, A. Bortolazzi, U. Delmestre, G. Pervan

Societa ginnastica
- G. Rolli, G. Lana, B. Mussapp, F. Marsan, O. Alessandri, G. Spinelli, A. Mussapp, A. Dostal, P. Toniatti, P. Marušić, M. Tripolini

## Utakmica
- Societa ginnastica – Societa ginnastica e scherma 3:1